# 高砂村
高砂村（たかさごむら）は、昭和16年（1941年）まで宮城県宮城郡にあった村。

## 沿革
- 明治22年（1889年）4月1日 - 町村制施行にともない、岡田村・蒲生村・田子村・中野村・福室村の計5か村が合併して高砂村が発足。村名は蒲生村にある高砂神社にちなむ。
- 昭和16年（1941年）9月15日 - 宮城郡岩切村・七郷村および名取郡中田村・六郷村と共に仙台市に編入。

## 行政
- 歴代村長

| 代 | 氏名         | 就任                       | 退任                      | 備考 |
| -- | ------------ | -------------------------- | ------------------------- | ---- |
| 1  | 菊田潔       | 明治22年（1889年）4月21日  |                           |      |
| 2  | 畑中知時     | 明治23年（1890年）8月25日  |                           |      |
| 3  | 三浦幸四郎   | 明治25年（1892年）10月11日 |                           |      |
| 4  | 横尾源六郎   | 明治28年（1895年）4月5日   |                           |      |
| 5  | 行方伊平太   | 明治30年（1897年）5月13日  |                           |      |
| 6  | 花淵源吉     | 明治31年（1898年）6月8日   |                           |      |
| 7  | 小野金蔵     | 大正4年（1915年）          |                           |      |
| 8  | 遠藤音右衛門 | 大正7年（1918年）          |                           |      |
| 9  | 佐藤松三郎   | 昭和4年（1929年）          |                           |      |
| 10 | 安達万四郎   | 昭和12年（1937年）3月19日  | 昭和16年（1941年）9月14日 |      |

## 交通

### 鉄道
- 宮城電気鉄道：福田町駅 - 陸前高砂駅

※現在のJR東日本仙石線